# Jesús Eduardo Córdova
Jesús Eduardo Córdova (* 21. Februar 1968 in Coatzacoalcos, Veracruz) ist ein ehemaliger mexikanischer Fußballspieler, der vorwiegend im defensiven Mittelfeld agierte.

## Leben
Córdova stieß im Laufe der Saison 1987/88 zum Club América, für den er in der Primera División erstmals am 15. Oktober 1988 im Auftaktspiel zur darauffolgenden Saison 1988/89 gegen den Aufsteiger Cobras Ciudad Juárez (0:0 im heimischen Aztekenstadion) zum Einsatz kam. Insgesamt brachte er es in der Saison 1988/89, als América seinen Meistertitel aus dem Vorjahr verteidigte, auf insgesamt vier Einsätze. Neben den zwei Meistertiteln gewann Córdova mit den Americanistas auch je zweimal den mexikanischen Supercup und den CONCACAF Champions Cup sowie 1991 die Copa Interamericana. In den Spielzeiten 1989/90 bis 1991/92 kam er häufig zum Einsatz, wurde aber ab der Saison 1992/93 kaum mehr berücksichtigt.
1994 wechselte er zum Puebla FC, für den er in zwei Etappen insgesamt vier Jahre tätig war. Dazwischen spielte er 1996/97 für den Club Necaxa. Im Torneo Verano 98 hatte Córdova in Diensten des Puebla FC seine erfolgreichste Epoche als „Torjäger“, als er in vier Einsätzen zwischen dem 12. März 1998 (2:4 gegen Toros Neza) und dem 24. März 1998 (2:5 bei Necaxa) insgesamt drei Tore erzielte.
Sein letztes Spiel in der höchsten mexikanischen Spielklasse bestritt Córdova am 24. November 2002 für die Jaguares de Chiapas bei den Tecos UAG und unterlag 0:2.

## Erfolge
- Mexikanischer Meister: 1987/88, 1988/89
- Mexikanischer Supercup: 1988, 1989
- CONCACAF Champions Cup: 1990, 1992
- Copa Interamericana: 1991